# Asseco Resovia 2021-2022
Questa voce raccoglie le informazioni riguardanti l'Asseco Resovia nelle competizioni ufficiali della stagione 2021-2022.

## Organigramma societario
Area direttiva
- Presidente: Piotr Maciąg
- Vicepresidente: Bogusław Zając
- Team manager: Mateusz Bąk

Area tecnica
- Allenatore: Alberto Giuliani (fino a 12 2021), Marcelo Méndez (da 12 2021)
- Allenatore in seconda: Alfredo Martilotti (fino a 12 2021), Aleh Achrem (da 12 2021)
- Scout man: Maciej Etgens

Area comunicazione
- Media: Agata Zawierucha

Area marketing
- Responsabile marketing: Mateusz Bąk, Agata Zawierucha

Area sanitaria
- Preparatore atletico: Francesco Cadeddu

## Rosa
| N° | Nome                | Ruolo | Data di nascita   | Nazionalità sportiva |
| -- | ------------------- | ----- | ----------------- | -------------------- |
| 1  | Bartłomiej Krulicki | C     | 15 settembre 1993 | Polonia              |
| 2  | Maciej Muzaj        | O     | 21 maggio 1994    | Polonia              |
| 3  | Sam Deroo           | S     | 29 aprile 1992    | Belgio               |
| 4  | Jan Kozamernik      | C     | 24 dicembre 1995  | Slovenia             |
| 5  | Jakub Bucki         | O     | 13 agosto 1988    | Polonia              |
| 7  | Jakub Kochanowski   | C     | 17 luglio 1997    | Polonia              |
| 9  | Nicolas Szerszeń    | S     | 13 dicembre 1996  | Francia              |
| 11 | Fabian Drzyzga      | P     | 3 gennaio 1990    | Polonia              |
| 12 | Paweł Woicki        | P     | 29 giugno 1983    | Polonia              |
| 13 | Michał Potera       | L     | 6 marzo 1988      | Polonia              |
| 14 | Rafał Buszek        | S     | 28 aprile 1987    | Polonia              |
| 16 | Paweł Zatorski      | L     | 21 giugno 1990    | Polonia              |
| 18 | Klemen Čebulj       | S     | 21 febbraio 1992  | Slovenia             |
| 84 | Timo Tammemaa       | C     | 18 novembre 1991  | Estonia              |